# みだれ髪
『みだれ髪』（みだれがみ）は、日本の歌人・与謝野晶子作の処女歌集である。1901年（明治34年）8月15日、東京新詩社と伊藤文友館の共版として発表。表紙装丁デザインは藤島武二。女性の恋愛感情を素直に詠んだ斬新な作風は当時賛否両論を巻き起こした。
この歌集は、与謝野鉄幹との激しい恋愛の過程で生み出された。随所にちりばめられた強烈な官能美と、かつてない大胆な自己の肉体への賛美は、当時の若い人々の胸に秘めた思いを代弁した。それは同時に、因習的な風土から自我を解放することにつながり、明治中期に花開く浪漫主義運動の、確固たる指標ともなった。
1973年（昭和48年）に、孫の与謝野馨（後の第74代内閣官房長官）によって主婦の友社から復刊されている。

## 内容
全399首 タテ192mm ヨコ84mm 三色刷 本文136頁
「この書の体裁は悉く藤島武二の衣装に成れり表紙みだれ髪の輪郭は恋愛のハートを射たるにて矢の根より吹き出でたる花は詩を意味せるなり」の文を第3頁に載せている。次の6章からなる。
- 第1章「臙脂紫」98首
- 第2章「蓮の花船」76首
- 第3章「白百合」36首
- 第4章「はたち妻」87首
- 第5章「舞姫」22首
- 第6章「春思」80首

## 概論
晶子が雑誌「明星」などに投稿した作品を、与謝野鉄幹の編集で作られた。発表当時は晶子は鳳姓で、初版本も「鳳晶子」名義である。『みだれ髪』発刊直後の1901年（明治34年）10月1日、晶子は鉄幹と結婚。与謝野姓を名乗った。
『みだれ髪』の歌の殆どには、鉄幹への強い恋慕の感情が見られる。「明星」の編集を行っていた鉄幹は晶子の才能を認め、投稿を勧めていた。晶子も鉄幹の作品に強く引かれるものを感じていた。1900年（明治33年）8月、関西に来た鉄幹は晶子と出会い、意気投合。既に結婚し子までなした鉄幹だが、晶子の為、妻と離婚している。今と違って「家」の意識が強い時代である。当然非難中傷が2人に振りかかる。「文壇照魔鏡」なる匿名のゴシップ記事が出まわり裁判沙汰となる。晶子は周囲の冷淡な目を振り払うかのように彼を想う歌を作り、ついに堺の家を飛び出して鉄幹のもとへ走る。鉄幹も晶子への想いを受けとめ、歌集『みだれ髪』としてまとめあげたのであった。
中には広く知られる歌も多く
「その子二十櫛にながるる黒髪のおごりの春のうつくしきかな」
「清水へ祇園をよぎる桜月夜こよひ逢ふ人みなうつくしき」
「やは肌のあつき血汐にふれも見でさびしからずや道を説く君」
「むねの清水あふれてつひに濁りけり君も罪の子我も罪の子」
「くろ髪の千すじの髪のみだれ髪かつおもひみだれおもひみだるる」
「人の子の恋をもとむる唇に毒ある蜜をわれぬらむ願ひ」
などがある。
上の幾つかの歌からでも判るように、あまりにもストレートな恋愛表現は慎ましやかな女性を善しとする当時の道徳観から見て到底受け入れられないものであった。はたして『みだれ髪』は、
「此一書は既に猥行醜態を記したる所多し人心に害あり世教に毒あるものと判定するに憚からざるなり。」（「歌の華」明治34年9月号）
の評のように徹底的に非難された。だが、上田敏は純粋に芸術面から高く評価し、
「耳を欹しむる歌集なり。詩に近づきし人の作なり。情熱ある詩人の著なり。唯容態のすこしほのみゆるを憾とし、沈静の欠けたるを瑕となせど、詩壇革新の先駆として、又女性の作として、歓迎すべき価値多し。其調の奇峭と其想の奔放に惘れて、漫に罵倒する者文芸の友にあらず。」（「明星」明治34年10月号）
と保守的な論陣を非難、新しい文学の誕生であると評価した。こうした騒ぎは大阪の無名の女性歌人を一躍文壇に押し上げ、若い読者を魅了し、鉄幹と晶子のゴシップで購買数が落ち込んだ「明星」は逆に売れ出したという。

## その他
2006年に大修館書店が学生を対象に募集した「みんなで作ろう国語辞典!」というキャンペーンの応募作に、本作と作者を由来とした「髪が乱れる」ことを意味する「与謝野る」というものがあり、応募した東京都の中学3年生の女子（当時）が審査員特別賞を受賞している。
その4年後の2010年4月6日の朝日新聞「天声人語」が上記の意味を取り上げ、本作の作者の孫であり、当時自由民主党からの離党を検討していた与謝野馨衆議院議員の行動に対し、仲間から抜けるという第2の意味が加わるかも知れないと揶揄した。しかし、上記の意味も当時多少取り上げられた程度で、すぐに廃れた死語に近いものであり、2007年の「アサヒる問題」もあって、ネット上では「第2のアサヒるではないか?」との指摘がなされた。